# Kulalių riedulynas II
Kulalių riedulynas II este o arie protejată (sit de importanță comunitară — SCI) din Lituania întinsă pe o suprafață de 202,96 ha, integral pe uscat.

## Localizare
Centrul sitului Kulalių riedulynas II este situat la coordonatele 56°07′01″N 21°38′27″E / 56.1169°N 21.6408°E.

## Înființare
Situl Kulalių riedulynas II a fost declarat sit de importanță comunitară în noiembrie 2021 pentru a proteja un număr necunoscut de specii din flora spontană și fauna sălbatică aflate în arealul zonei.

## Biodiversitate
Situată în ecoregiunea boreală, aria protejată conține 4 habitate naturale: Formațiuni ierboase bogate în specii de Nardus, dezvoltate pe substraturi silicioase în zone montane (și în zone submontane, în Europa continentală), Pajiști fino-scandinave uscate până la mezice, bogate în specii de altitudine mică, Taiga vestică, Păduri fino-scandinave bogate în ierburi cu Picea abies.
La baza desemnării sitului se află un număr nedeclarat de specii protejate.